# Cucumis leiospermus
Cucumis leiospermus är en gurkväxtart som först beskrevs av Robert Wight och Arn., och fick sitt nu gällande namn av Ghebret. och Thulin. Cucumis leiospermus ingår i släktet gurkor, och familjen gurkväxter. Inga underarter finns listade i Catalogue of Life.